# Isola Marchinbar
Marchinbar Island è la maggiore isola delle Isole Wessel; è situata nel mar degli Alfuri, all'estremità nord-est della Terra di Arnhem nel Territorio del Nord, in Australia. Appartiene alla contea di East Arnhem.

## Geografia
Marchinbar Island è lunga 48 km e larga 11 km, ha una superficie di 210,9 km² e un'altezza di 79 m. L'estremo punto settentrionale dell'isola si chiama Low Point. A nord di Marchinbar si trova Rimbija Island, che è la più settentrionale dell'arcipelago; il canale che le separa misura solo 400 m nel punto più stretto. Il punto più a nord di Rimbija è chiamato Cape Wessel. A sud-ovest, il Cumberland Strait, che è largo 1,6 km, separa Marchinbar da Guluwuru Island.

### Fauna
L'Isola di Marchinbar era fino a poco tempo fa l'ultimo habitat di una popolazione di bandicoot dorato, che una volta si trovava in tutta l'Australia settentrionale, centrale e occidentale e fino nel sud del Nuovo Galles del Sud. Come parte di un'operazione di salvataggio per garantire la diversificazione, i bandicoot di Marchinbar sono stati traslocati nelle isole di Raragala e Guluwuru.